# Polissoirs du Bois de la Briche
Les polissoirs du Bois de la Briche sont deux polissoirs situés dans le Bois de la Riche à Souzy-la-Briche, dans le département français de l'Essonne. Une pierre à glissade, située dans le même bois , improprement qualifiée de polissoir fait l'objet d'un classement. 

## Faux polissoir
Par arrêté du 28 juin 1899, un polissoir qui serait situé dans le Bois de la Briche, c'est-à-dire le parc du château de la Briche, fait l’objet d’un classement au titre des monuments historiques. Le parc comporte effectivement un lieudit dénommé le Polissoir mais il correspond à une pierre à glissade en partie débitée par un carrier.

## Vrais polissoirs
En 1912, G. Courty signale, toujours dans le Bois de la Briche, avoir découvert un polissoir comportant deux rainures, mais ce polissoir ne sera jamais retrouvé.
Une prospection récente de C. Brossut a permis de découvrir deux polissoirs à l'extrémité sud-ouest du parc. Le premier est une dalle de grès émergeant du sol d'environ 0,90 m sur une longueur de 5 m. Elle comporte une première surface polie (52 cm sur 19 cm), une seconde surface polie (11 cm sur 9 cm) et une cuvette polie (30 cm sur 20 cm) barrée de ce qui pourrait être une amorce de rainure. Le second, à l'ouest du premier sur une rupture de pente, constitué d'une dalle inclinée à 45°, comporte deux surfaces polies de respectivement 20 cm sur 17 cm et 19 cm sur 12 cm.